# Wilcoxius truncus
Wilcoxius truncus är en tvåvingeart som beskrevs av Martin 1975. Wilcoxius truncus ingår i släktet Wilcoxius och familjen rovflugor. Inga underarter finns listade i Catalogue of Life.